# 上海浦北路持刀杀人案
“6·28”浦北路持刀杀人案，媒体也稱上海浦北路持刀杀人案、“6·28”浦北路杀害小学生案、黄一川故意杀人案，于2018年6月28日發生在中华人民共和国上海市徐汇区康健新村街道。该案中，兩名就读于上海市世界外国语小学的男童遭黄一川用刀砍伤，不治身亡，另有一名学童和一位家长受伤。
事发后，社会各界对受害者予以关怀和纪念，嫌犯黄一川在次日被检察院批准逮捕，检察院也开始介入案件的侦查工作。经司法调查，该案是被告人生活无着报复社会所致；公诉人指出该黄一川预谋已久，但患有精神分裂症。2019年5月23日，上海市第一中级人民法院认定精神疾病不影响其在案件中辨认、控制自己行为的能力，一审判处死刑，剥夺政治权利终身；同年12月30日，上海市高级人民法院裁定驳回上诉，维持原判，并报最高人民法院核准。2020年12月3日，根据最高人民法院命令，上海市一中院對黄一川执行死刑。

## 案发经过
2018年6月6日，黄一川乘坐火车从广州到上海，并住在浦东新区的瑞昌旅馆。6月12日，黄在超市购买了作案工具不锈钢斩切刀一把。案发前几日，其曾在世外小学校园广播中听到该校将举办毕业典礼的信息，并在多次踩点后，将世界外国语小学学生定为作案目标。6月28日上午，其随身携带一把不锈钢菜刀，从居住的旅馆出发，乘坐公交车到达桂林西街世界外国语小学（东校区）附近，并进行窥探，伺机行凶作案。中午11时30分许，该校放学。因顾忌校门口有保安巡逻，黄便尾随该校四年级小学生谭某某、费某某、金某某等人，在行至距校南门约130米处时，实施犯罪行为，致使两名男童重伤、两人轻伤。据目击者向《南方周末》回忆，砍人后，黄一川倚靠旁侧居民区围墙站定，取出并点燃了香烟，一边还在笑。
当日上午11時31分，上海市公安局徐匯公安分局接到報警，公安民警在現場群眾的幫助下抓獲黄一川，並將受傷四人送醫。据目击者视频，两名男童被砍伤倒地，伤口流血较多，已浸透伤者身上的衣物；一名身穿黑色上衣、白色裙子的女士的脸上和裙子上也有较多血迹，她蹲在其中一名孩子身边，按压其脖子部位；周围路上也可见血迹，也有人用毛巾給孩子止血，還有人在地上看到一把菜刀；随后，有城管和现场群众一起把砍人者按住，一个路过的空调修理工用绳子将其捆住；警察趕到之後，砍人男子被警方控制住，脸部朝下，其间该男子并未反抗。据受伤家长张某某回忆，当时她正与另一位家长聊天，其子与几位同学在她后方聊天，听到身后的呼喊声后，张某某发现黄一川正持刀砍向其子，其上前抵挡，受轻伤，但未能阻止其子遇害身亡。
经司法鉴定确认，学生谭某某因被锐器砍切项部，造成颈椎、颈髓及颈椎动脉离断，致中枢神经系统损伤合并失血性休克而死亡；费某某因被锐器砍切头面部及左手掌等处，造成颅腔开放、左手离断等伤，致颅脑损伤合并失血性休克而死亡，学生金某某、家长张某某头部受轻伤。

## 背景
据上海市人民检察院第一分院審查：黃一川，男，湖南邵陽人，1989年出生，無業。事件發生後，其遭到網友人肉搜索，個人信息遭到曝光。网上流传的一张黄一川个人基本信息截图显示，黄一川于1989年6月3日出生于湖南绥宁，曾是湖南科技大学建筑学院2007级學生。有人指認砍人男子與其一同在湖南科大就讀，大學時即有反社會傾向，大四毕业时还给许多同学在騰訊QQ上寫下帶有威胁性的留言。在本科毕业后6年间，其多次参加研究生考试，未能考取；职业生涯亦不顺利，曾更换十余次工作。
据财新网记者的调查，黄一川的家在绥宁县当地的一栋公务员家属楼，从小父母离异，其外祖母武氏患有精神分裂症数十年。2012年、2013年，黄一川两度考研失利，之后反复求职，先后辗转二十余家工作单位，工作时间最长3个月，最短一周。但是，黄一川依然向家里和朋友隐瞒真实情况，宣称自己收入很高，生活顺遂，即将买房结婚。案发前的春节，黄一川的母亲发觉其性格愈加孤僻、暴躁，而黄一川的部分亲属认为其遗传了外祖母的精神疾病。案发前一年里，黄一川辗转厦门、武汉、广州、上海等多个城市，曾去过多个幼托机构和小学踩点并预谋行凶未果。
据《南方周末》所查阅案卷内容，黄一川向办案人员交代称，其反复更换工作是因为所有雇主、同事都“欺负他”，并声称其作案是因为“我觉得我无辜，我吃亏了，在我工作的几个单位，别人都欺负我，我要补偿回来，要报复回来”“小孩子很弱小，没有抵抗能力，我想到玉石俱焚了”“他们正好出来我就动手了，谁碰上谁倒霉”等，内容令办案人员感到异常。2018年6月29日，办案人员委托中华人民共和国司法部所属的司法鉴定科学研究院进行司法鉴定，后者除派出5名法医外，还安排了多名资深精神科临床医生参与会诊。通过司法鉴定，鉴定人员发现黄一川具有妄想、幻听和被洞悉感三种反常行为：例如，他妄想他人欠他的钱，记录数页“账单”，每一页都写下“欠钱不还的人都该死”；例如，他一度认为自己被“噪音”困扰，而这种“噪音”是“刻意针对他制造的”；例如，他认为自己经常被人所洞悉——司法鉴定人一致认定其患有精神分裂症，作案时属于发病期；基于黄一川的精神疾病家族遗传史，而黄的作案对象经过反复选择，作案前在相关地点反复踩点，而作案后对作案行为表示后悔等表现，认定其属于限定刑事责任能力人。

## 审判
2018年6月28日，上海市人民检察院第一分院、徐汇区检察院指派检察官提前介入此案，开展引导侦查取证工作。6月29日，徐汇区检察院对其批准逮捕。

### 一审
2018年8月14日，上海市人民检察院第一分院对黄一川以故意杀人罪向上海市第一中级人民法院提起公诉。12月6日，该案于上海市一中院开庭审理，全国人大代表、上海市人大代表、受害人家属和其他群众50余人参加旁听。经司法鉴定，黄一川患有精神分裂症，具有限定刑事责任能力。庭审期间，检察院建议法院依照《中华人民共和国刑法》第十八条第三款的规定予以处罚，但指出其以小学生为杀害对象，蓄谋已久，周密策划，反复踩点，专门购置杀人工具，杀人动机极其险恶，犯罪手段极其残暴，后果极其严重，社会影响极其恶劣，依法应予从严惩处。受害人的诉讼代理人认为，黄一川只是反社会人格障碍者，具有完全刑事责任能力。当日下午，法官宣布案件将择日宣判。
2019年5月23日上午10时，上海市第一中级人民法院对该案作出一审宣判。被告人黄一川以故意杀人罪被判处死刑、剥夺政治权利终身。上海市一中院指黄一川因“自认为遭到他人的欺辱和伤害”，产生了杀害小学生以泄愤的想法，其有预谋、有准备地对无辜儿童实施严重暴力，动机极其卑劣，手段极其残忍，犯罪后果极其严重，社会影响极其恶劣。虽然黄一川患有精神分裂症，具有限定刑事责任能力，但其罪行极其严重、人身危险性极大，精神疾病也不影响其在案件中辨认、控制自己行为的能力，故做出死刑判决；上海市一中院说理称，对于限定刑事责任能力的人犯罪，判决一般从轻或减轻，但并非定例，黄的犯罪并非由病理反应驱使，对象也非不加选择，而是经过反复权衡选择小学生作为杀害对象，不从严惩处不足以维护公共安全、伸张社会正义、惩罚和预防犯罪。

### 二审
其后，黄一川提出上诉。2019年8月30日，该案二审公开开庭审理。在二审庭审中，黄一川辩称，其没有预谋杀人，是在精神错乱的状态下实施杀人行为，并称其“对于这次发生的事情十分后悔”。黄一川的律师胡朝晖辩称，黄一川并非仇视和报复社会杀人，而是受病理性动机驱动，在精神错乱的状态下实施杀人行为，一审判决采纳的《司法鉴定意见书》在委托鉴定程序、鉴定材料来源、鉴定过程等方面存在问题，鉴定内容与鉴定意见相矛盾，申请对黄一川的精神状态及其刑事责任能力、受审能力重新鉴定，并请求合议庭将该案发回重审，或者改判为无期徒刑。检察机关认为，原判认定黄一川故意杀人的犯罪事实清楚，适用法律正确，审判程序合法，量刑适当；鉴定机构的鉴定程序合法，鉴定检材充足，鉴定过程和方法符合规范性要求，鉴定意见内容完整、观点明确，辩护人提出重新鉴定的理由不能成立，建议二审法院驳回上诉，维持原判。当日12时，二审庭审结束，合议庭宣布择期宣判。
2019年12月30日14时，上海市高级人民法院开庭对该案上诉案件作出裁定：驳回上诉，维持原审对黄一川以故意杀人罪判处死刑，剥夺政治权利终身的判决，报请最高人民法院核准。2020年12月3日，遵照最高人民法院下达的执行死刑命令，上海市第一中级人民法院对罪犯黄一川执行死刑。

## 反響

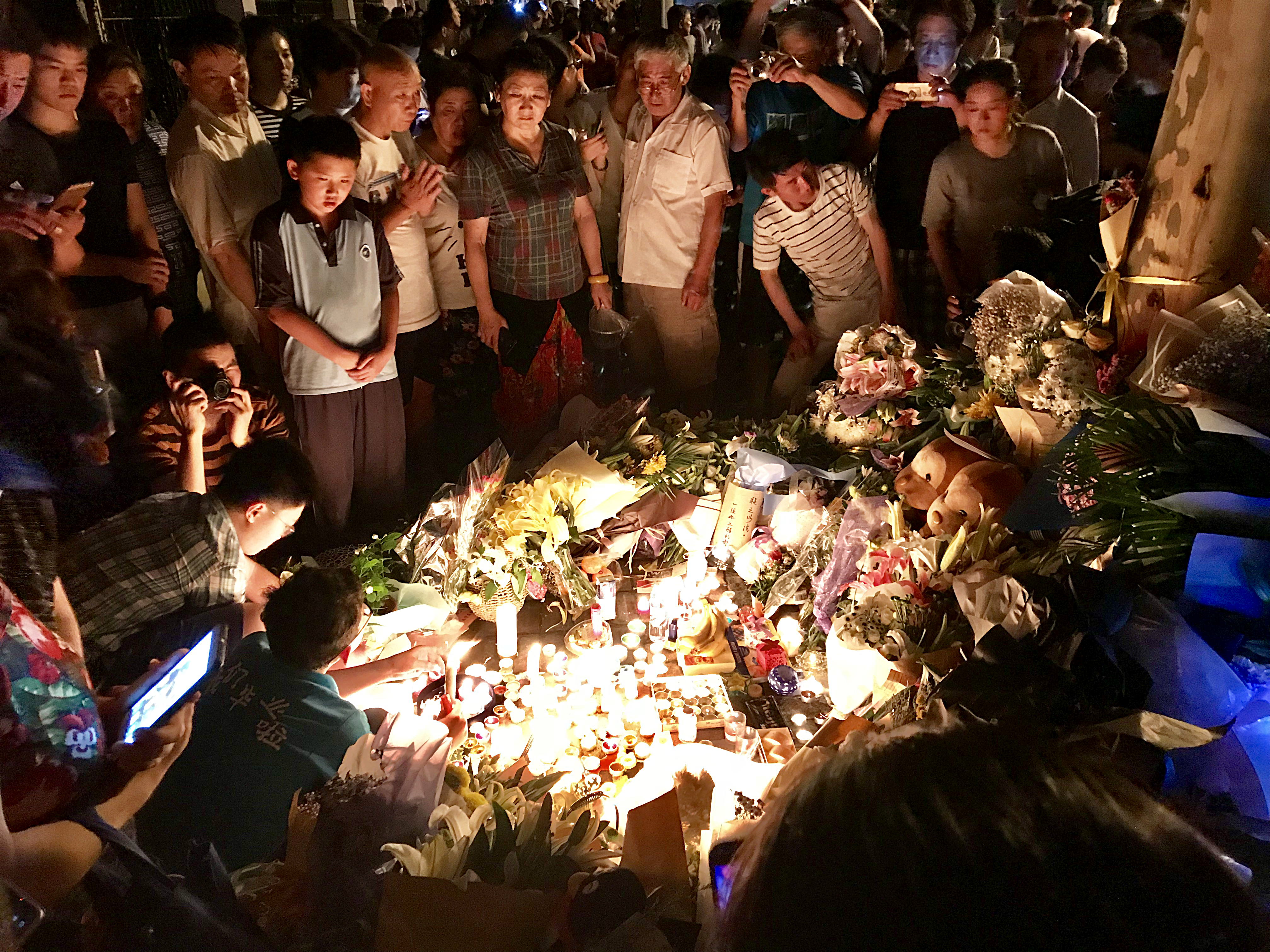
案发当晚市民自发点烛哀悼

案件發生後，受害者受到多方的哀悼和紀念。上海市民自發在事發小學外擺放花束，向受害者致哀。受时任中共上海市委书记李强、上海市人民政府市长应勇委托，上海市副市长翁铁慧于6月28日和6月29日看望该案中的受伤孩童和家属，对受伤孩童的家属表示慰问。世外小學发表公开信稱：“我們無法用語言來表達心中的悲痛和哀傷。我們向兩位遭遇不幸的孩子致以最沉痛的哀悼，並願受傷的孩子和家長早日康復。……此刻，讓我們並肩站在一起。”
《上观新闻》认为，本次砍人事件是个别案件，此类案件没有共同规律可循，任何城市都不可能完全避免。华东政法大学教授陈和华认为，该案案犯应属变态人格者，性格内向，易迁怒、仇视他人而缺乏道德底线，但此类人占社会人群比例极低，无需为此恐慌。华东师范大学副教授李凌认为，当下网络技术产生了“曝光效应”，放大了事件的影响，而对于伴生的谣言，最好的办法就是将相关信息公开；此外，她也认为，市民期待警察的保护，但处处布警的威慑作用依然有其副作用，不传播现场图片、视频及相关谣言则是对逝者和受创伤者的尊重和保护。心理咨询师王骏指案犯可能存在偏执型人格障碍，并认为其或者被父母溺爱、或者童年阴暗悲惨，导致人格扭曲、自我认知混乱、长时间地心怀怨恨，但却希望维护自我尊严，故其斤斤计较、有仇必报并且连续撒谎、被害妄想的情况可以得到解释。
无锡市精神卫生中心精神科原主任刘锡伟认为，公安机关第一时间启动申请对黄一川进行精神鉴定，体现了司法进步，因为过去的司法实践中，部分疑似精神病人未进行精神鉴定而法院即做出判决的情形并不少见；刘得知精神鉴定结果后，一度认为黄一川可以免受一死，因为对犯故意杀人罪的精神病人判处极刑实属罕见。参与对黄一川精神鉴定的中南大学湘雅二医院精神科主任医师王小平认为，精神病人杀人不意味着一定不负刑事责任，大部分精神病人并不会杀人；黄一川一审被判处死刑并不令人意外，或有平息社会矛盾的考虑，而根据《中华人民共和国刑法》第十八条第三款，限定刑事责任能力所负刑事责任可以得到减轻，这一减轻并非法定义务，合议庭具有酌情裁量的权利。